# Аквавива
Аквавива (итал. Acquaviva) — старинный неаполитанский род, ведущий своё имя от маленького города Аквавива-делле-Фонти в провинции Бари и известный ещё во времена императора Священной Римской империи Фридриха I Барбаросса.
- Антонио Аквавива королём Владиславом в 1400 году, возведен в герцоги Атри.
- Один из его потомков, Андрео Маттео Аквавива, герцог Атри и Терамо; родился в 1457 году; при нападении Карла VIII на Неаполь (1495) перешел на сторону французов, впоследствии отличился в войне против испанцев, был ранен и взят в плен. По возвращении в город Неаполь посвятил себя научным занятиям: завел в своем дворце типографию и выступил с собственным сочинением. Скончался 19 июня 1529 года.
- Его брат Велизарио Аквавива, ученик Джиовио Понтано, посвятил себя военной карьере, получил от короля Фердинанда город Нардо и графский титул, итальянским императором Карлом V возведен в герцогское достоинство. Скончался в Неаполе, в 1528 году. В последние годы своей жизни предался научным занятиям и приобрел известность как своими сочинениями («De instituendis liberis principum», «Paraphrasis in Oeconomica Aristotelis», «De re militari»), так и восстановлением Academia di Lauro в Нардо, а также своей деятельностью в качестве члена основанной Понтано академии.
- Клаудио Аквавива, сын Джиованни Антонио Аквавива и внук вышеупомянутого Андрео Маттео, родился 14 сентября 1543 года. В двадцатипятилетнем возрасте вступил в орден иезуитов и в 1581 году, едва 32-х лет от роду, был уже пятым генералом этого ордена. Отличаясь твердостью и строгой обдуманностью, он стал самым главным сотрудником Лойолы. Аквавива старался расширить сферу деятельности ордена и вместе укрепить его внутренне путём соответственного воспитания его членов и утверждения сильной и единой власти. С этою целью по его инициативе выработаны и изданы «Ratio stadiorum societatis Jesu», хотя и запрещенные инквизицией, но, тем не менее, часто перепечатывавшиеся (впервые в Риме, в 1586 году), так же как и «Directorium exercitiorum spiritualium». Его сочинения «Epistolae XVI» и «Industriae ad curandos animae morbos» были также несколько раз перепечатаны (в первый раз в Венеции, 1606 году). Он умер в Риме, 31 января 1615 года после 34-летнего управления орденом, число членов которого он довел до десяти тысяч.